# Freddy Mombongo-Dues
Freddy Mombongo-Dues (* 30. August 1985 in Kinshasa) ist ein Fußballspieler aus der Demokratischen Republik Kongo, der auch die deutsche Staatsangehörigkeit besitzt.

## Verein
Sein Profidebüt gab Mombongo-Dues in Belgien bei der KAS Eupen am 13. August 2008 beim Spiel gegen Royal Antwerpen. Zuvor war der Stürmer beim Wuppertaler SV Borussia unter Vertrag und spielte in der Jugend für den 1. FC Köln und Alemannia Aachen. Im Sommer 2011 wechselte er zum Erstligisten RAEC Mons, wo er jedoch nur zu Kurzeinsätzen kam. Nach einem halben Jahr wechselte er wieder in die zweite Liga zu Royal Antwerpen. Nach einer Saison beim aserbaidschanischen Erstligisten AZAL PFK Baku wechselte er vor der Saison 2015/16 in die deutsche Regionalliga West zum FC Viktoria Köln. Nach dem Wechsel im Januar 2016 in die Regionalliga Süd-West zum SV Waldhof Mannheim, feierte er hier die Meisterschaft und verpasste in der Relegation knapp den Aufstieg in die 3. Liga. Anschließend ging es schon ein halbes Jahr später zurück nach Belgien zum Zweitligisten Royale Union Saint-Gilloise. Die Saison 2017/18 wurde er an den RFC Lüttich verliehen und anschließend wechselte er fest zu Patro Eisden Maasmechelen.

## Nationalmannschaft
Am 9. Februar 2011 bestritt er seinen einziges A-Länderspiel für die DR Kongo. Beim 2:0-Testspielsieg gegen Gabun wurde der Stürmer eingewechselt.